# 宮津中継局
宮津中継局（みやづちゅうけいきょく）は、京都府宮津市の鼓ヶ岳（山頂の標高は569m）に置かれているテレビ・ラジオの中継局の総称。

## 宮津テレビ・FM中継局

### デジタルテレビ放送
| リモコン 番号 | 放送局名           | チャンネル 番号 | 空中線 電力 | ERP | 偏波面   | 放送対象 地域 | 放送区域 内世帯数 | 運用開始日     |
| ------------- | ------------------ | --------------- | ----------- | --- | -------- | ------------- | ----------------- | -------------- |
| 1             | NHK 京都総合       | 25              | 10W         | 26W | 水平偏波 | 京都府        | 約1万8千世帯      | 2007年 11月1日 |
| 2             | NHK 大阪教育       | 13              | 10W         | 27W | 水平偏波 | 全国          | 約1万8千世帯      | 2007年 11月1日 |
| 4             | MBS 毎日放送       | 16              | 10W         | 36W | 水平偏波 | 近畿広域圏    | 約1万8千世帯      | 2007年 11月1日 |
| 5             | KBS 京都放送       | 23              | 10W         | 36W | 水平偏波 | 京都府        | 約1万8千世帯      | 2007年 11月1日 |
| 6             | ABC 朝日放送テレビ | 15              | 10W         | 36W | 水平偏波 | 近畿広域圏    | 約1万8千世帯      | 2007年 11月1日 |
| 8             | KTV 関西テレビ放送 | 17              | 10W         | 36W | 水平偏波 | 近畿広域圏    | 約1万8千世帯      | 2007年 11月1日 |
| 10            | ytv 讀賣テレビ放送 | 14              | 10W         | 36W | 水平偏波 | 近畿広域圏    | 約1万8千世帯      | 2007年 11月1日 |

- 所在地: 宮津市（鼓ヶ岳）[1]
- 放送区域: 宮津市、京丹後市、与謝野町の各一部[1]
- 2007年8月31日に予備免許が交付され[2]、10月9日に試験放送を開始[3]。10月18日に本免許が交付され[4]、11月1日に本放送を開始した[1]。

### アナログテレビ放送
| チャンネル 番号 | 放送局名           | 空中線 電力       | ERP               | 偏波面   | 放送対象 地域 | 放送区域 内世帯数 | 運用開始日      |
| --------------- | ------------------ | ----------------- | ----------------- | -------- | ------------- | ----------------- | --------------- |
| 33              | MBS 毎日放送       | 映像100W/ 音声25W | 映像320W/ 音声81W | 水平偏波 | 近畿広域圏    | -                 | 1969年 10月11日 |
| 35              | ABC 朝日放送       | 映像100W/ 音声25W | 映像320W/ 音声81W | 水平偏波 | 近畿広域圏    | -                 | 1969年 10月11日 |
| 37              | KTV 関西テレビ放送 | 映像100W/ 音声25W | 映像320W/ 音声81W | 水平偏波 | 近畿広域圏    | -                 | 1969年 10月11日 |
| 39              | KBS 京都放送       | 映像100W/ 音声25W | 映像320W/ 音声81W | 水平偏波 | 京都府        | -                 | 1971年 7月5日   |
| 41              | ytv 讀賣テレビ放送 | 映像100W/ 音声25W | 映像320W/ 音声81W | 水平偏波 | 近畿広域圏    | -                 | 1969年 10月11日 |
| 43              | NHK 京都総合       | 映像100W/ 音声25W | 映像260W/ 音声66W | 水平偏波 | 京都府        | -                 | 1965年 2月1日   |
| 45              | NHK 大阪教育       | 映像100W/ 音声25W | 映像260W/ 音声66W | 水平偏波 | 全国          | -                 | 1965年 2月1日   |

- 所在地： デジタルテレビ放送に同じ
- 2011年7月24日をもってすべて廃止された。

### FMラジオ放送
| 周波数  | 放送局名               | 空中線 電力 | ERP | 偏波面   | 放送対象 地域 | 放送区域 内世帯数 | 運用開始日     |
| ------- | ---------------------- | ----------- | --- | -------- | ------------- | ----------------- | -------------- |
| 79.8MHz | α-STATION エフエム京都 | 10W         | 48W | 水平偏波 | 京都府        | -                 | -              |
| 86.1MHz | NHK 京都FM             | 10W         | 48W | 水平偏波 | 京都府        | -                 | 1969年 12月5日 |

- 所在地： デジタルテレビ放送に同じ

## NHK宮津ラジオ中継局
| 周波数 | 放送局名    | 空中線 電力 | 放送対象 地域 | 放送区域 内世帯数 | 運用開始日    |
| ------ | ----------- | ----------- | ------------- | ----------------- | ------------- |
| 999kHz | NHK 大阪第1 | 100W        | 近畿広域圏    | 約2万9000世帯     | 1962年 4月1日 |

- 所在地： 宮津市波路字新町2454
- 放送区域： 宮津市・福知山市（旧加佐郡域）・京丹後市（いずれも旧中郡域と竹野郡域）・与謝郡の各一部
- NHKラジオ第1は、2015年2月2日の京都第1放送廃止にともない、京都局から大阪局の中継局に変更されている。
- KBS京都ラジオに関しては、舞鶴中継局のカバーエリアとなっている。[要文献特定詳細情報]